# Partialvolumeneffekt
Der Partialvolumeneffekt, auch Teilvolumeneffekt genannt, ist ein Bildartefakt in der Computertomographie. Der Effekt entsteht, wenn ein Objekt nur von einem Teil der gewählten Schichtdicke dargestellt wird; entweder, weil das Objekt nur teilweise in die Schicht hineinragt oder weil das Objekt kleiner als die Schichtdicke ist. Es wird dann die über die Schichtdicke gemittelte Dichte des Objektes gezeigt. Damit kann sich im Bild ein Knochen mit der Dichte eines Weichteilgewebes darstellen. Oft stellen sich Partialvolumeneffekte als Streifen im Bild dar, sie sind umso häufiger und ausgeprägter, je größer die Schichtdicke ist.
In der Anfangszeit der CT war das Problem besonders ausgeprägt. Die Schichtdicke lag damals bei 10–15 mm und die ersten Geräte konnten nur den Kopf darstellen. Knochenstrukturen im Kopf sind aber im Detail meist kleiner als 10 mm.
Das einzige wirklich wirkungsvolle Mittel, um Partialvolumeneffekte zu eliminieren, ist die Verringerung der rekonstruierten Schichtdicke. Das Bildrauschen steigt jedoch umso stärker, je geringer die Schichtdicke ist; daher hat sich zur Darstellung dicker Schichten mit geringem Bildrauschen ohne Partialvolumeneffekt die sliding thin slab-Darstellung etabliert.
Da heutige CTs meist weit geringere Schichtdicken rekonstruieren als früher, ist der Effekt mittlerweile selten anzutreffen.

## Quelle
Willi A. Kalender: Computertomographie. Grundlagen, Gerätetechnologie, Bildqualität, Anwendungen. Publicis MCD, München 2000, ISBN 3-89578-082-0.